# روبن رامیرز هیدالگو
 روبن رامیرز هیدالگو (انگلیسی: Rubén Ramírez Hidalgo؛ زاده ۶ ژانویهٔ ۱۹۷۸) تنیس‌باز اهل اسپانیا است.